# エレクトリックボーイ
「エレクトリックボーイ」は、KARAの日本での7枚目のシングル。2012年10月17日にユニバーサルミュージックから発売された。

## 概要
前作「スピード アップ/ガールズ パワー」から約7か月ぶりのシングル。
当日は、「KARA 1ST JAPAN TOUR 2012『KARASIA』」も同時発売の予定だったが映像不具合が見つかり11月14日に延期された。初動売り上げは、5.8万枚で、前作の初動を大きく下回った。

## 発売記念イベント
今作には、発売記念イベントがあり、ユニバーサルミュージックストアで10月10日午前8時までに通常盤を予約すると、1500人がDJイベント（10月17日STUDIO COAST）に応募できた。また、初回盤A、B、Cに封入されている応募券を3枚集めて携帯電話から10月18日23時59分までに応募すると、デビューシングル「ミスター」以来2年ぶりとなる、ハイタッチ会に10月21日東京ビッグサイト西4ホール）抽選で、1万人が参加でき出口では参加者全員に「エレクトリックボーイ」オリジナルステッカー（葉書サイズ）が配られた。

## 収録曲
CD
1. エレクトリックボーイ [3:25]
作詞：Line Krogholm・Shalamon Baskin・Mikko Tamminen・Faya・Emyli、作曲：Line Krogholm・Shalamon Baskin・Mikko Tamminen、編曲：Mikko Tamminen
2. オリオン [5:39]
作詞・作曲・編曲：Simon Isogai
3. エレクトリックボーイ (Instrumental)
4. オリオン (Instrumental)
5. Pandora (韓国語曲) [3:12]※【初回盤C】のみ収録。無くなり次第、ボーナストラック無しの通常盤に移行。
作詞：Song Soo Yun、作曲：Han Jae Ho・Kim Seung Su・YUE、編曲：Han Jae Ho・Kim Seung Su・YUE・Hong Seung Hyun

DVD
1. エレクトリックボーイ (Music Video Clip)
2. エレクトリックボーイ (Dance Shot Ver.)
3. エレクトリックボーイ (Music Clipオフショット)

## 仕様
- 【初回盤A】CD+DVD
- 【初回盤B】CD+フォトブック28P
- 【初回盤C】CD
- 【通常盤】CD